# صحافة تكنولوجية

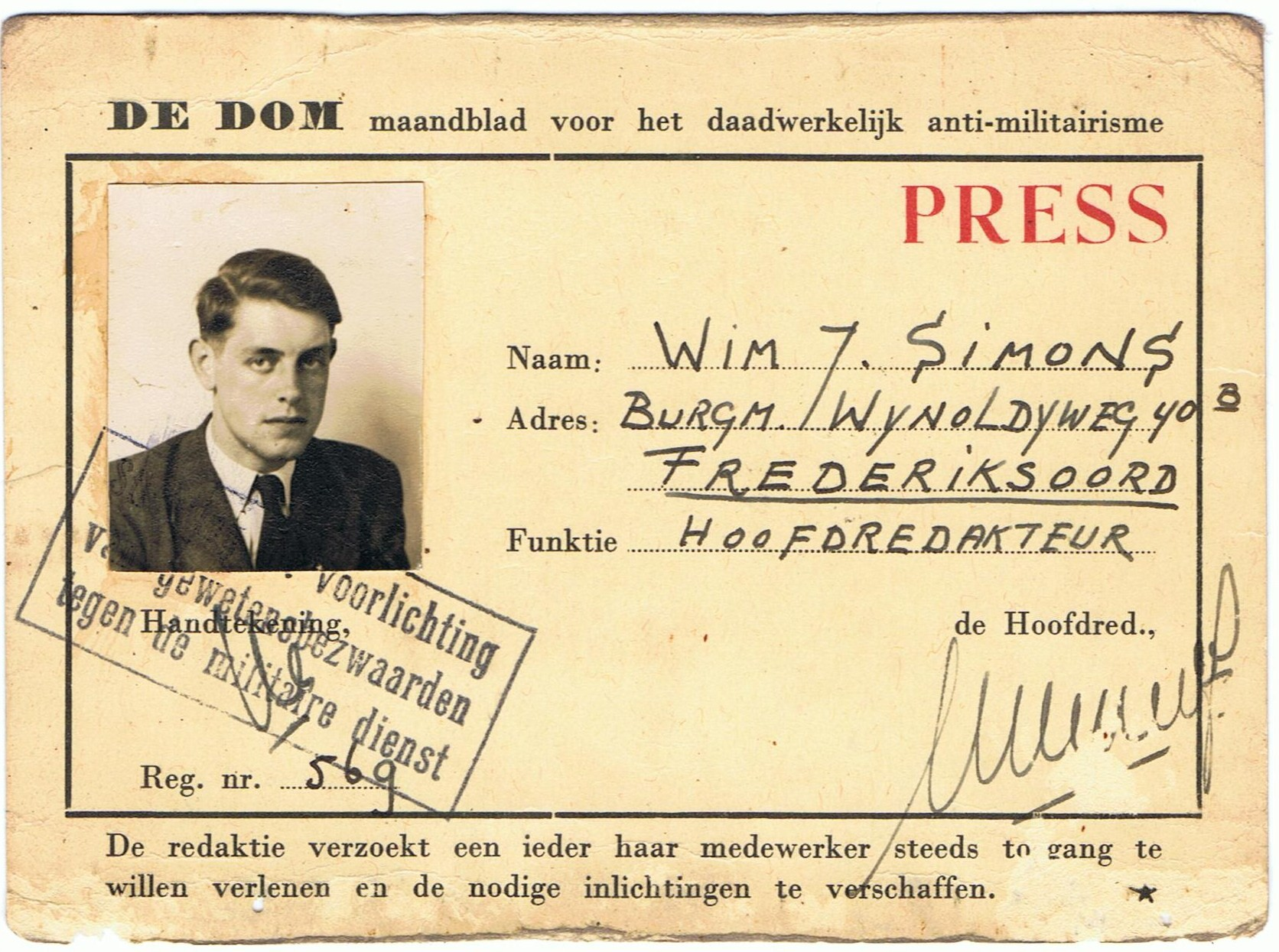

الصحافة التكنولوجية هي استخدام فن الصحافة لتوصيل المعلومات والنظرات العامة والاستعراضات الخاصة بالتكنولوجيا إلى الجمهور.
وتستخدم لنشر الاتصالات الداخلية الدورية في شكل مدونات ونشرات وصفحات ويب
حول موضوعات ذات صلة بالتالي:
اتجاهات السوق الحالية في تكنولوجيا المعلومات في الشركات
التكنولوجيات الحالية والمستقبلية
تتضمن الموضوعات المنتجات والتقنيات التي تتبناها المنظمة
الجمهور المستهدف لفريق الإدارة الدولي والاتصالات الداخلية فريق تكنولوجيا المعلومات
للتواصل والعمل مع قسم الاتصالات الدولية
إدارة قنوات الإعلام الاجتماعي الداخلي والإشراف عليها.